# Bartolomé de Estopiñán
Bartolomé de Estopiñán o Estupiñán fue un hidalgo y conquistador castellano que participó en la guerra de Granada y en la conquista de la isla canaria de Tenerife a finales del siglo xv.

## Biografía
Era originario de Jerez de la Frontera, hijo de Ramón o Remón de Estopiñán, jurado del concejo de Jerez, y de Mayor de Virués. Sus hermanos fueron Pedro de Estopiñán, contador mayor del duque de Medina Sidonia y conquistador de Melilla, y Catalina de Estopiñán, casada con Juan Bautista de Ascanio, alguacil mayor y personero de Tenerife.
En 1489 Bartolomé fue el responsable junto a su hermano Pedro del bombardeo de la isla de Cádiz durante el conflicto habido entre Enrique de Guzmán, duque de Medina Sidonia a quien servían, y Rodrigo Ponce de León, marqués de Cádiz. Los hermanos fueron condenados por los Reyes Católicos a ser desterrados de Castilla, aunque la pena no se cumplió.
Después de participar activamente en la guerra de Granada dirigiendo al ejército del duque de Medina Sidonia, Bartolomé fue nombrado capitán del cuerpo expedicionario que el nuevo duque Juan Alonso de Guzmán envía en ayuda del conquistador de Tenerife Alonso Fernández de Lugo en 1495, después de que este solicitara ayuda tras su completa derrota por los aborígenes guanches en la denominada matanza de Acentejo.
Bartolomé desempeña el cargo de lugarteniente de Lugo, siendo su contingente de mil peones y cincuenta jinetes veteranos de la guerra de Granada clave para las victorias castellanas sobre los guanches en las batallas de la Laguna y segunda de Acentejo, destacándose además en las operaciones de pacificación posteriores a la rendición de los menceyes en 1496.
Tras la conquista de la isla, Bartolomé recibió en repartimiento extensas tierras en la isla, pero no pasó a poblarla sino que regresó a su Jerez natal, por lo que Lugo le quitó las tierras.
En 1506 aún vivía, estando casado y siendo vecino de Sanlúcar de Barrameda.